# Conlaedo
Conlaedo (in latino Conlethus; in celtico Conlaeth) (Irlanda, 450 – Leinster, 4 maggio 519) è stato un vescovo irlandese.
È ritenuto il primo  vescovo di Kildare ed è considerato santo dalla Chiesa cattolica.

## Biografia
Le informazioni biografiche relative a Conlaedo sono desunte dalla Vita di santa Brigida scritta nel VII secolo da Cogitosus e da alcuni martirologi irlandesi.
Conduceva vita eremitica nei pressi del Liffey e santa Brigida se lo associò spiritualmente nel governo dei suoi monasteri (Cell Dara e le sue filiazioni e dipendenze); divenuto vescovo, esercitò il suo ministero dall'interno del monastero, sempre alle dipendenze della badessa.
Poiché la diocesi di Kildare, nell'organizzazione ecclesiastica, succedette al monastero di Cell Dara come organo giurisdizionale sul territorio circostante, Conlaedo ne è considerato il primo vescovo.
La tradizione gli attribuisce anche miniature e opere di oreficeria, come il pastorale di san Finbarro conservato nel museo della Royal Irish Academy.
Una leggenda afferma che morì divorato dai lupi perché deciso a recarsi a Roma nonostante l'ordine contrario di Brigida.

## Culto
Si hanno tracce del suo culto sin dal VII secolo, quando il suo corpo, chiuso in un'urna di marmo e metalli preziosi collocato a sinistra dell'altare maggiore, era venerato nella chiesa abbaziale di Kildare.
Il suo culto come santo fu confermato da papa Leone XIII con decreto del 19 giugno 1902.
Il suo elogio si legge nel martirologio romano al 3 maggio.